# Momenten-Magnituden-Skala
Die Momenten-Magnituden-Skala (Mw) zählt zu den bevorzugten Magnitudenskalen, die in der Seismologie zur Bestimmung der Stärke von Erdbeben verwendet werden. Insbesondere bei schweren Beben bezieht sich die Angabe einer Erdbebenmagnitude heute in der Regel auf diese Skala. Das Skalenende liegt bei dem Wert 10,6 entsprechend der Annahme, dass bei diesem Wert die Erdkruste vollständig auseinanderbrechen müsste.
Im Formelzeichen Mw steht W für englisch mechanical work, also mechanisch umgesetzte Arbeit.
Beispiele für Werte finden sich im Artikel Erdbeben.

## Entwicklung der Skala
Die ersten Magnitudenskalen, die zur Quantifizierung von Erdbeben entwickelt wurden, basieren auf der Messung von Maximalamplituden von Erdbebenwellen in Seismogrammen. Diese Amplituden konnten in einen linearen Zusammenhang mit der Energiefreisetzung gebracht werden, wodurch die Stärke verschiedener Erdbeben vergleichbar wurde. Insbesondere die bekannte Richterskala hat jedoch nur in einem sehr eingeschränkten Entfernungsbereich Gültigkeit. Überdies weisen die meisten Magnitudenskalen eine Sättigung bei sehr starken Beben auf; das heißt, dass die Zunahme der freigesetzten Energie im oberen Bereich der Skala in immer geringerem Maße zu einem Anwachsen der Magnitude führt. Eine Vergleichbarkeit von Erdbebenstärken ist dadurch nicht mehr gewährleistet.
Um diese Einschränkung zu überwinden, führte Hiroo Kanamori 1977 eine neue Magnitudenskala ein, die auf dem 1966 von Keiiti Aki eingeführten seismischen Moment basiert. Dies ist das Skalarprodukt aus der Größe der Bruchfläche im Untergrund, der mittleren Verschiebung der Gesteinsblöcke und dem Schermodul des Gesteins. Da das seismische Moment keine Sättigung erreicht, erfährt auch die Momenten-Magnitude im Gegensatz zu den übrigen Magnitudenskalen keinerlei Sättigung und ist daher geeignet, auch Erdbeben mit großer Energiefreisetzung zu quantifizieren.

## Methode
Das skalare seismische Moment kann z. B. aus der Asymptote des Verschiebungsamplituden-Spektrums bei der Frequenz f = 0 Hz bestimmt werden. Die Momenten-Magnitude ist damit an die Oberflächenwellen-Magnituden-Skala ({\displaystyle M_{\mathrm {S} }}) angebunden. Nach Gutenberg und Richter ergibt sich folgender Zusammenhang zwischen der abgestrahlten seismischen Energie ({\displaystyle E_{\mathrm {S} }}) und der Magnitude {\displaystyle M_{\mathrm {S} }}:
{\displaystyle \log _{10}E_{\mathrm {S} }=1{,}5\cdot M_{\mathrm {S} }+4{,}8}
Hieraus folgt für das seismische Moment {\displaystyle M_{0}} in der Einheit Joule:
{\displaystyle \log _{10}M_{0}=1{,}5\cdot M_{\mathrm {S} }+9{,}1}
Wenn diese Gleichung nach der Magnitude aufgelöst wird und diese durch {\displaystyle M_{\mathrm {w} }} ersetzt wird, ergibt sich die Momenten-Magnitude als Kennzahl mit der Einheit Eins, die durch den Ausdruck
{\displaystyle M_{\mathrm {w} }={\tfrac {2}{3}}\left(\log _{10}M_{0}-9{,}1\right)}
definiert wird.
Obgleich bei dieser Methode das seismische Moment {\displaystyle M_{0}} aus der Oberflächenwellen-Magnitude {\displaystyle M_{\mathrm {S} }} bestimmt wird, die ebenso wie andere Skalen eine Sättigung erreicht, ist das seismische Moment selbst davon nicht betroffen, da es nicht von der Maximalamplitude, sondern aus dem Amplitudenspektrum abgeleitet wird. Für die Bestimmung von {\displaystyle M_{0}} aus dem Seismogramm gibt es heute verschiedene Inversions-Methoden. Das berechnete seismische Moment hängt dabei von den Einzelheiten des verwendeten Inversionsverfahrens ab, so dass die resultierenden Magnitudenwerte {\displaystyle M_{\mathrm {w} }} leichte Abweichungen aufweisen können.

## Magnitudenwert und Vergleichbarkeit

### Interskalarer Vergleich
Um zwei Beben hinsichtlich ihrer Stärke (d. h. der abgegebenen seismischen Energie) zu vergleichen, ist zu beachten, dass es sich um eine logarithmische Skala handelt, die Erdbebenstärke somit exponentiell mit dem Skalenwert wächst. So ist ein Beben der Stärke 4 nicht doppelt so stark wie ein Beben der Stärke 2 (s. u.).
Eine gleiche Differenz zwischen zwei Magnitudenwerten bedeutet immer auch ein gleiches Verhältnis der zugehörigen Intensitäten (der bei den Beben freigesetzten Energien):
{\displaystyle {\frac {E_{2}}{E_{1}}}=10^{\;\!1{,}5\;\!(M_{2}-M_{1})}}
So entspricht ein Unterschied von
- 0,2 Skalenpunkten etwa einer Verdoppelung der Energie,
- 0,6 Skalenpunkten einer Verzehnfachung,
- 1 Skalenpunkt einem Faktor von etwa 32 und
- 2 Skalenpunkten einem Faktor 1000.

### Vergleich mit TNT-Äquivalenten
| Mw | ES (Joule) | TNT- Äquivalent (Tonnen) | Äquivalenz Hiroshima- Atombomben (12,5 kT TNT) |
| -- | ---------- | ------------------------ | ---------------------------------------------- |
| 4  | 6,3 · 10   | 000.000.015              | 00.000,0012                                    |
| 5  | 2,0 · 1012 | 000.000.475              | 00.000,0380                                    |
| 6  | 6,3 · 1013 | 000.015.000              | 00.001,2000                                    |
| 7  | 2,0 · 1015 | 000.475.000              | 00.038,0000                                    |
| 8  | 6,3 · 1016 | 015.000.000              | 01.200,0000                                    |
| 9  | 2,0 · 1018 | 475.000.000              | 38.000,0000                                    |

Um die Bedeutung des Magnituden-Wertes plausibel zu machen, wird die bei dem Erdbeben freigesetzte seismische Energie gelegentlich mit der Wirkung des herkömmlichen chemischen Sprengstoffs TNT verglichen. Die seismische Energie {\displaystyle E_{\mathrm {S} }} ergibt sich aus der oben genannten Formel nach Gutenberg und Richter zu
{\displaystyle E_{\mathrm {S} }=10^{\;\!1,5\cdot M_{\mathrm {S} }+4,8}}
oder umgerechnet in Hiroshima-Bomben:
{\displaystyle E_{\mathrm {S} }={\frac {10^{\;\!1,5\cdot M_{\mathrm {S} }+4,8}}{5{,}25\cdot 10^{13}}}=10^{\;\!1,5\cdot M_{\mathrm {S} }-8,92}}
Für den Vergleich der seismischen Energie (in Joule) mit der entsprechenden Explosionsenergie gilt ein Wert von 4,2 · 109 Joule pro Tonne TNT. Die Tabelle veranschaulicht den Zusammenhang der seismischen Energie und der Momenten-Magnitude.

### Vergleichbarkeit mit anderen Skalen
Die Momenten-Magnitude ist nur bedingt mit anderen Magnitudenskalen vergleichbar, wie bereits aus der unterschiedlichen Bestimmung derselben deutlich wird. Die größte Übereinstimmung der Momenten-Magnituden-Skala (Mw) besteht mit der Oberflächenwellen-Magnituden-Skala (MS) (S steht für engl. surface, Oberfläche), die im Bereich von ungefähr Magnitude 5 bis 8 nur geringe Abweichungen zeigt. Oberhalb der Magnitude 8 beginnt die Sättigung, die bei ca. 8,5 erreicht ist. Eine gute Übereinstimmung hat die Momenten-Magnitude auch mit der Richterskala (ML) im Magnitudenbereich unterhalb von 6,5. Nicht vergleichbar ist sie hingegen mit der Raumwellen-Magnituden-Skala (mB), die lediglich bei einer Magnitude von 7,0 genau übereinstimmt und bei ca. 8,0 gesättigt ist, wie auch mit der kurzperiodischen Raumwellen-Magnitude (mb), die nur bei der Magnitude 5,0 exakt gleich ist und bereits bei etwa Magnitude 6,8 ihre Sättigung erreicht.